# Burg Kaja
Die Burgruine Kaja (tschechisch Chýje) ist die Ruine einer Höhenburg nördlich der Ortschaft Merkersdorf ein wenig abseits vom Grenzfluss Thaya am Kajabach im Waldviertel, gehört aber zum Bezirk Hollabrunn im Weinviertel. Sie liegt im Nationalpark Thayatal.

## Geschichte
Die Feste Kaja wurde als Stammburg der Herren von Chiowe genannt. 1196 siegelte Herzog Friedrich I. hier vor 30 Adligen und 24 Rittern als Zeugen zahlreiche Urkunden. 1360 verkaufte Niklas von Kaja die Burg an Herzog Rudolf IV., aber schon 1376 ging sie als Pfand an die Grafen von Maidburg-Hardegg. Um diese Zeit starb Graf Burkhard II. auf Kaja, der Kanzler von Kaiser Karl IV. Ende des 14. Jahrhunderts eroberten Johann und Heinrich von Leipa die Feste Kaja. Sie machten aus ihrer Eroberung eine Raubritterburg und verbreiteten in den umliegenden Dörfern Angst und Schrecken.
In den Jahren 1425 bis 1427 folgte durch die Hussiten die nächste Eroberung. Wenige Jahre später, um 1430, erhielt Ulrich von Eyczing (auch von Eitzing) für treue Dienste die Burg und schien damit erstmals in Niederösterreich auf. Die zeitliche Abfolge von Eroberung und Übergabe der Burg ist allerdings unklar. Der Hof in Wien unterstützte Ulrich von Eyczing beim Wiederaufbau der Burg, die in der Folge stark befestigt wurde. Zu Beginn des 16. Jahrhunderts verlegten die Eyczinger ihren Wohnsitz nach Schloss Niederfladnitz, das ebenfalls zur Herrschaft Kaja gehörte. 1546 starb Erasmus I. Freiherr von Eyczing auf der Burg Kaja.
Im Jahr 1588 gingen Burg und Herrschaft Kaja ebenso wie die Herrschaft Niederfladnitz über eine Tochter der Eyczinger an die Familie Trautson. 1781 wurde die Familie der Fürsten Auersperg Besitzer der Feste Kaja, und 1945 ging die Ruine an die Grafen von Waldstein-Wartenberg.

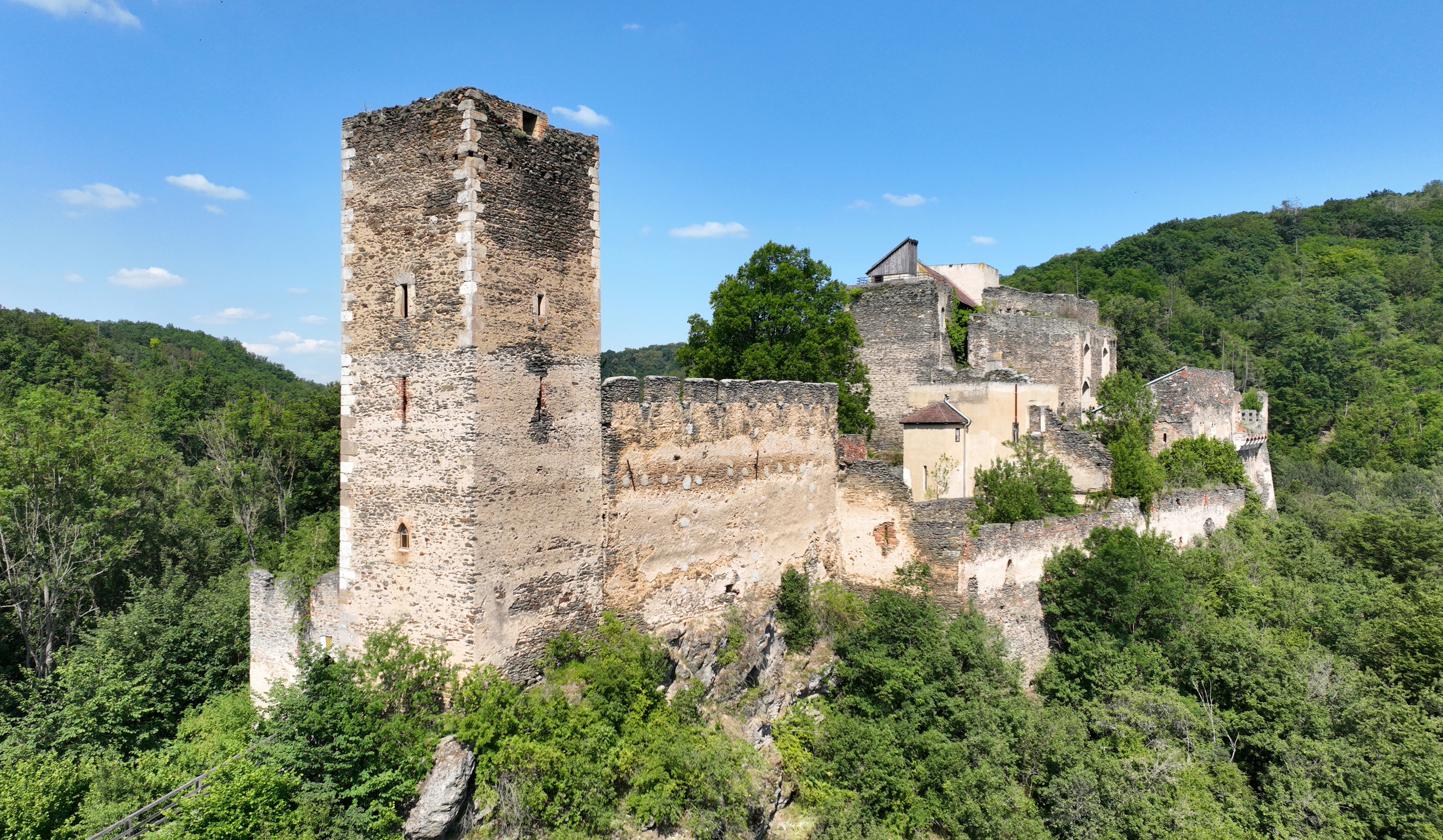
Westsüdwestansicht der Burgruine
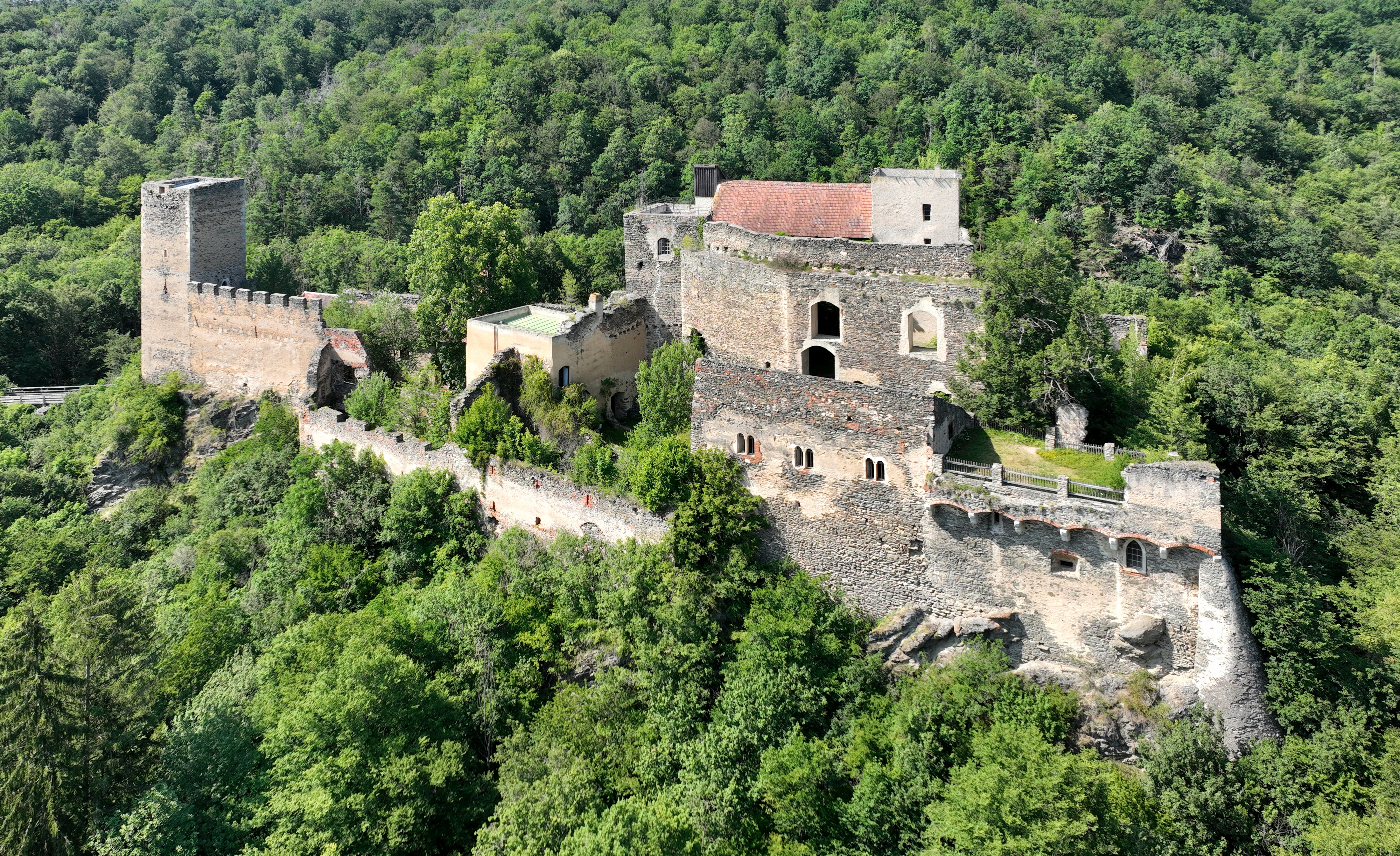
Südsüdostansicht der Burgruine
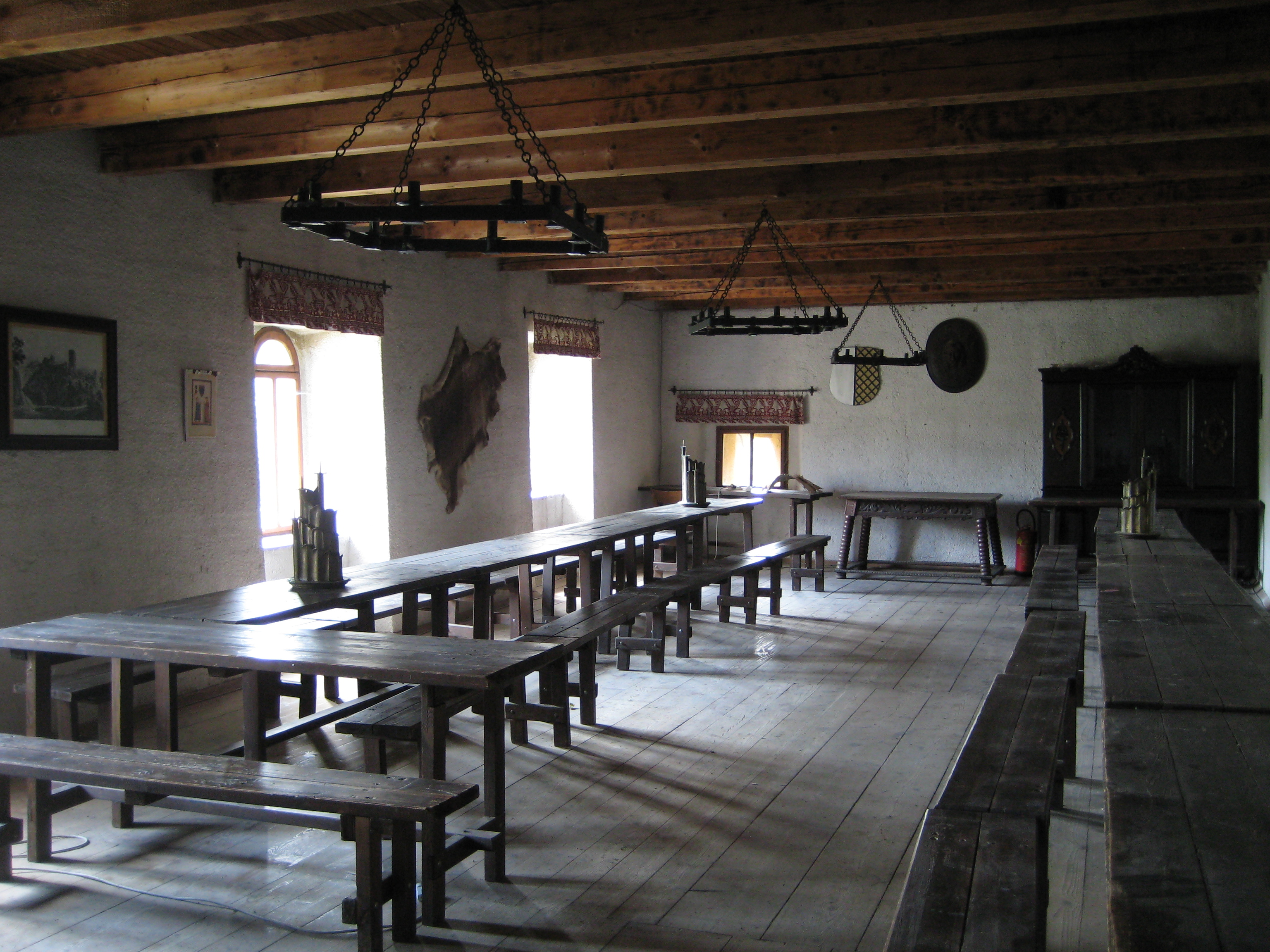
Rittersaal der Burgruine Kaja

## Umgebung
Benachbarte Burgen und Schlösser sind die Burg Hardegg, Schloss Karlslust bei Niederfladnitz und das Schloss Niederfladnitz selbst sowie in Tschechien die Ruine Neuhäusl (Nový Hrádek) im Národní park Podyjí.